# Вёйи-ла-Потри
Вёйи́-ла-Потри́ (фр. Veuilly-la-Poterie) — коммуна во Франции, находится в регионе Пикардия. Департамент коммуны — Эна. Входит в состав кантона Эссом-сюр-Марн. Округ коммуны — Шато-Тьерри.
Код INSEE коммуны — 02792.

## Население
Население коммуны на 2010 год составляло 138 человек.
| 1962 | 1968 | 1975 | 1982 | 1990 | 1999 | 2010 |
| ---- | ---- | ---- | ---- | ---- | ---- | ---- |
| 142  | 131  | 122  | 116  | 107  | 127  | 138  |

## Экономика
В 2010 году среди 84 человек трудоспособного возраста (15—64 лет) 69 были экономически активными, 15 — неактивными (показатель активности — 82,1 %, в 1999 году было 69,0 %). Из 69 активных жителей работали 65 человек (36 мужчин и 29 женщин), безработных было 4 (3 мужчин и 1 женщина). Среди 15 неактивных 5 человек были учениками или студентами, 3 — пенсионерами, 7 были неактивными по другим причинам.